# Степанов, Вадим Леонидович
Вади́м Леони́дович Степа́нов (31 декабря 1940, Москва — 21 ноября 2015, Тамбов) — советский и российский поэт, прозаик.

## Биография
Родился 31 декабря 1940 года в Москве. Дед, Пётр Алексеевич Ананьев, выпускник Технологического Института Императора Николая I, главный инженер Тамбовского водоканала, был расстрелян в 1939 году. Отец, Леонид Георгиевич Степанов, профессиональный военный, лейтенант, погиб во время Великой Отечественной войны под Смоленском. Мать, Нина Петровна Степанова, после начала войны и ухода мужа на фронт уехала в Тамбов к своей матери, вдове, которая читала внуку Пушкина. Мать Вадима Степанова преподавала в тамбовской школе № 6, но сына из педагогических соображений отдала учиться в школу № 8. О матери Вадима Степанова Сергей Бирюков писал: «Я знал Нину Петровну, она до конца жизни оставалась красивой, обаятельной женщиной и читательницей французских романов (в подлиннике)».
Окончил Криворожский горнорудный институт и получил распределение в один из научно-исследовательских институтов Чебоксар. Там же Степанов дебютировал как поэт, напечатавшись в двух коллективных сборниках. После службы в Советской армии Вадим Степанов возвратился в Тамбов, где работал мастером на заводе гальванооборудования. Заметки Степанова изредка печатались в областных газетах, поэзия и проза оставались неопубликованными.
В 1981 году вошёл в литературную студию «Слово» при тамбовском Доме учителя, которую организовал поэт и литературовед Сергей Бирюков. В 1990 году студия была расширена до Академии Зауми, а сама студия получила новое название «Студия АЗ».
В 1990-е годы был постоянным автором газет «Послесловие» и «Тамбовский курьер», в которых публиковал политические фельетоны. Основным публичным жанром для Степанова оставались короткие афористично-саркастические высказывания, восходящие к Козьме Пруткову. Но литературой Вадим Степанов никогда не зарабатывал.
Сергей Бирюков называл Вадима Степанова «самым неизвестным тамбовским писателем» ещё при жизни последнего.
Сам о себе писатель говорил:
Мне кажется, что мои вещи по строению ближе всею к мифам. Это сейчас мифы почти полностью отнесены к разделу художественной литературы, но в своё время они служили своего рода энциклопедией. В этот ковёр, созданный художниками-мастерами, были вплетены и сведения о тогдашних научных представлениях, и о религии, этнографии, в нём мирно и гармонично сосуществуют реальность и фантастика, метафизика и мистика, проза и поэзия, боги и люди.

## Награды
- Международная отметина имени отца русского футуризма Давида Бурлюка[5].

### Книги
- Степанов Вадим. Нептисфор. — Тамбов, 1991. — 14 с. — (Рассказ-газета).
- Степанов Вадим. Остракизмы (записки старого русского). — Тамбов, 2001. — 20 с. — 100 экз.

### Отдельные публикации
- Степанов Вадим. Восхождение к истине // Пигмалион: Литературное приложение к газете «Народный учитель». — 1992. — № 1 (декабрь). — С. 3.
- Степанов Вадим. Прутковизмы // Тамбовский курьер. — 1995. — № 12. — С. 15.
- Степанов Вадим. Мадемуазель Р. Притча // Кредо (Пигмалион). — 1996. — Т. 2—3. — С. 96.
- Степанов Вадим. «Где-то ухает, радуясь, выпь…» // Футурум АРТ. — 2001. — № 2—3.
- Степанов Вадим. Прутковизмы Вадима Степанова. — 2003. — 16 сентября (№ 62).
- Степанов Вадим. Записки старого русского (отрывки) // Альманах Академии Зауми. Тамбов-Москва-Халле. — 2007. — С. 38—39.

### Интервью
- Вадим Степанов: мои читатели вымерли, но… // Послесловие. — 1995. — № 5 (март).